# 唐锜
唐锜（1493年—1559年），字子荐，号池南，雲南晉寧州（今云南省晋宁县）人，明代官员。嘉靖五年（1526年）进士。官至河南僉事。

## 生平
唐锜出身于晋宁唐氏家族，祖籍浙江淳安，为唐佑之子，一说为唐佐之子。唐锜于明嘉靖元年（1522年）中举，嘉靖五年（1526年）中进士，成为晋宁唐家唯一金榜題名之人:83,87,674,686。
户部观政，嘉靖七年（1528年）二月母喪丁忧。嘉靖十年（1531年）任直隸定远知縣，当地人民感其有德行，为之立生祠。升监察御史，巡按陕西，參劾陝西按察使劉雍、右參議喬英貪縱，結果經巡撫趙廷瑞複核，認為所奏不實，唐锜遭降級外任。累官河南按察司佥事。:127:8唐锜处事严明果决、淡泊金钱、多为百姓谋利，因此得到百姓的爱戴。因忤权要，致仕归。回乡后，与当时謫居雲南的杨慎结为文字友，为“杨门六学士”之一。

## 遺跡
由于唐锜的科举、仕宦成就，其家乡晋宁为他立了进士坊、御史坊两处牌坊。:101:331
在陕西其间，唐锜曾为黄帝陵题写了“桥山龙驭”、“漢武仙臺”两碑。

## 著作
有《百泉吟》传世：
霭霭苏门山，源泉在其下。百泓翻沙涌，一息未曾舍。吐珠疑蛟龙，毋乃好事者。孰知造化力，一气为陶冶。汇潴涵清深，奔流纵哀泻。日月倒云天，鸢鱼杂萍槚。 时有绿发翁，采莲自成把。盘足青石桥，同心共杯斝。 长啸入青冥，清风满林墅。昔闻孙处士，音高和弥寡。 亦有邵尧夫，寒暑无冬夏。千古羲皇心，浮云薄车马。 卫武复寥寥，凭谁陈《大雅》。月明见太行，澄澄落檐瓦。

## 家族
祖父唐以敬，舉人，官成都府通判。父唐佐，领弘治壬子省荐，早卒。母朱氏（1471年-1528年），定州训导朱克瀛之女，三三子：长曰唐钺、次曰唐锜、次曰唐鐈。